# Живу ради Елены
Живу ради Елены (исп. Vivo por Elena) — мексиканская 115-серийная мелодрама 1998 года производства Televisa.

## Сюжет
Елена живёт вместе со своими сёстрами Консуэлой и Наталией в небогатом доме в окрестностях Мехико. Наталия работает день и ночь в кабаре, чтобы помочь Елене оплатить учёбу в институте, но та не поступила в институт, и тогда Наталия хочет стать медсестрой. Елена знакомится с Эрнесто, за которого она мечтает выйти замуж, но того интересовали только сексуальные услуги. Елена наивная женщина, думает что Эрнесто в конце концов женится на ней, но Эрнесто сажает её на наркотики, оскорбляет её и Елена теряет сознание и теряет память. В Елену влюбляется Хуан, но та отвергает его из-за обмана Эрнесто.

## Создатели телесериала

### В ролях
1. Виктория Руффо (Victoria Ruffo)
... Elena
2. Сауль Лисасо (Saúl Lisazo)
... Juan Alberto
3. Ана Патрисия Рохо (Ana Patricia Rojo)
... Silvia
4. Себастьян Лигарде (Sebastian Ligarde)
... Ernesto
5. Сесилия Габриэла (Cecilia Gabriela)
... Chelo
6. Лус Мария Агилар (Luz María Aguilar)
... Abril
7. Ильда Агирре (Hilda Aguirre)
... Erica
8. Антони Альварес (Anthony Alvarez)
... Leandro
9. Анаи (Anahí)
... Talita
10. Анель (Anel)
... Jenny
11. Кельче Арисменди (Kelchie Arizmendi)
... La Risitas Panchita
12. Габриэлла Баэс (Gabrielle Baez)
13. Адриана Барраса (Adriana Barraza)
... Hilda «La Machin»
14. Хульета Брачо (Julieta Bracho)
... Rebeca
15. Хулиан Браво (Julián Bravo)
... Francisco «Paco» Valenzuela
16. Рауль Кастельянос (Raúl Castellanos)
17. Серхио Каталан (Sergio Catalán)
... Adolfo
18. Пабло Чэн (Pablo Cheng)
... Poli
19. Серхио Корона (Sergio Corona)
... Don Fermín
20. Константино Костас (Constantino Costas)
... Dr. Justo Cansino
21. Эктор Крус (Héctor Cruz)
... Roque
22. Луис Де Икаса (Luis de Icaza)
... Demetrio Rojo
23. Жан Дюверже (Jean Duverger)
... El Güero
24. Карлос Эспехель (Carlos Espejel)
... Oscar
25. Хосе Антонио Ферраль (José Antonio Ferral)
... Genovivo el Hacendado
26. Тони Флорес (Tony Flores)
... Bertoldo
27. Франсис (Francis)
... Francis
28. Херардо Гальярдо (Gerardo Gallardo)
... El Sapo
29. Мигель Гарса (Miguel Garza)
... Sergio
30. Лусия Гильмаин (Lucía Guilmáin)
... Enedina
31. Офелия Гильмаин (Ofelia Guilmáin)
... Doña Luz
32. Магда Гусман (Magda Guzmán)
33. Мати Уитрон (Maty Huitrón)
... Simona
34. Пако Ибаньес (Paco Ibáñez)
... Ausencio
Мои звёзды
35. Иманоль (Imanol)
... Juanito
36. Кристофф (Kristoff)
... Pecas
37. Мануэль Ландета (Manuel Landeta)
... Hugo
38. Адриана Лават (Adriana Lavat)
... Adriana
39. Уго Рикардо Асевес (Hugo Ricardo Aceves)
... El Chimurro
40. Лусила Марискаль (Lucila Mariscal)
... Gardenia
41. Алехандра Мейер (Alejandra Meyer)
... Jail's Director
42. Эрика Монаррес (Erika Monarrez)
... Casimira
43. Пабло Монтеро (Pablo Montero)
... Luis Pablo
44. Нюрка Маркос (Niurka)
... Myrtha
45. Леонорильда Очоа (Leonorilda Ochoa)
... Aurora
46. Хуан Хосе Орихель (Juan José Origel)
... El Panameño
47. Хьорхио Паласиос (Giorgio Palacios)
... Lalo
48. Артуро Пениче (Arturo Peniche)
... Héctor
49. Моника Прадо (Mónica Prado)
... Berta
50. Таня Прадо (Tania Prado)
... Noemi
51. Алехандра Прокуна (Alejandra Procuna)
... Ely
52. Карлос Роцинхер (Carlos Rotzinger)
... Gustavo
53. Ядира Сантана (Yadira Santana)
... Rayza
54. Сонора Сантанера (Sonora Santanera)
55. Джессика Сегура (Jessica Segura)
... Marta
56. Маисколь Сегура (Maickol Segura)
57. Серрана (Serrana)
... Yolanda
58. Клаудия Сильва (Claudia Silva)
... Jimena
59. Анни Саэнс (Hanny Sáenz)
60. Хосе Мария Торре (José María Torre)
... Julio
61. Марко Уриель (Marco Uriel)
... Piero
62. Хулио Уррета (Julio Urreta)
63.Ernesto Valenzuela
... Larry
64. Патрисия Альварес (Patricia Álvarez)
... Lumara
65. Ямил Сесин (Yamil Sesin)

### Административная группа

#### Либретто
- оригинальный текст — Делия Фиальо.
- адаптация, сценарий и телевизионная версия — Марсия дель Рио, Рикардо Техеда.

#### Режиссура
- режиссёр-постановщик — Серхио Хименес, Маноло Гарсия, Рафаэль Рохас.

#### Монтажная и операторская работа
- монтажёр — Рикардо Родригес.
- оператор-постановщик — Карлос Веласкес, Алехандро Альварес Сенисерос.

#### Музыка
- вокал — Андреа Боселли и Марта Санчес.
- музыкальная тема заставки — Viva por ella.

#### Художественная часть
- художник-постановщик — Фелипе Лопес.
- художник по костюмам — Дульсе Пеннетре.

#### Продюсеры
- исполнительный продюсер — Хуан Осорио Ортис

## Награды и премии
Телесериал Живу ради Елены был дважды номинирован на премию TVyNovelas, однако эти номинации не увенчались успехом.